# Золотов, Аркадий Иванович
Арка́дий Ива́нович А́рис (по паспорту Зо́лотов; 29 января 1901, д. Синерь, Аликовская волость, Ядринский уезд, Казанская губерния — 1 июня 1942, станция Иланская, Красноярский край, РСФСР, СССР) — чувашский прозаик, критик и переводчик, редактор.
С 1934 года в Союзе писателей СССР.

## Родственники
Двоюродный брат — Николай Ют, один из основателей и первый председатель (1923-25 годы) Союза чувашских писателей и журналистов, главный редактор журналов «Ялав» и «Капкӑн», чувашский фольклорист. Племянники — Золотов, Виталий Арсентьевич, чувашский прозаик, краевед и общественный деятель; cv:Золотов Анатолий Арсентьевич, чувашский прозаик, журналист, краевед и общественный деятель.

## Биография
Закончив Аликовскую двухклассную школу, в 1915-м году поступил учиться в Симбирскую чувашскую школу. Здесь он впервые познакомился с произведениями К. В. Иванова, Т. С. Семёнова (Тайар Тимкки), Н. В. Васильева (Шупуссинни) и решил посвятить себя чувашской литературе.
С первых дней Советской власти Аркадий Золотов принимает активное участие в общественной жизни. В 1919 году его избрали руководителем чувашской секции отдела народного образования Симбирского губисполкома. В апреле 1919 года вместе с братьями, Арсением и Николаем, вступил добровольцем в 7-й Симбирский стрелковый полк и в составе этого полка в 1919—20 годах под командованием И. С. Космовского участвовал в тяжёлых боях под Оренбургом, Илецком и Уральском. На фронте он вступил в партию большевиков.
Возвратившись с фронта Аркадий Иванович 1922 году успешно окончил институт по подготовке учителей.
В 1922 году Аркадий переехал в Чебоксары. В 1928—1931 годах Арис Аркадий — редактор газеты «Канаш» и журнала «Сунтал», в это же время он возглавлял повседневные дела в журнале «Капкан» и принимает активное участие в создании и расширении сети радиовещания в Чувашии. Участвует в издании альманаха «Трактор» (в будущем журнал «Таван Атал»).
В 1934 году чувашские писатели и журналисты делегируют его на Первый съезд советских писателей, где он выступает со статьёй о развитии чувашской литературы.
После отъезда Н. Я. Золотова в Ленинград в Академию наук, Аркадий Иванович одно время возглавляет правление Союза писателей Чувашии. В 1934 году его принимают в СП СССР.
Занимал пост начальника правления по делам искусств при Совете народных комиссаров Чувашской АССР.
Арестован 18 декабря 1937 года, находился под стражей в тюрьме НКВД ЧАССР. 16 сентября 1941 года Особым совещанием при НКВД СССР признан виновным в преступлениях, предусмотренных пунктами 7, 10 и 11 статьи 58 УК РСФСР как «активный участник контрнационалистической организации», который поддерживал «буржуазно-националистическую платформу Эльменя». Приговорён к 8 годам лишения свободы с отбыванием наказания в ИТЛ, срок наказания отсчитывался с момента ареста.
14 ноября 1942 года осужденный А. И. Золотов умер в возрасте 41 года в Тагиллаге.
9 апреля 1955 года посмертно реабилитирован Определением Судебной коллегии по уголовным делам Верховного суда СССР.

## Литературная деятельность
Аркадий Иванович известен прежде всего как автор статей по теоретическим вопросам чувашской советской литературы. Большой интерес представляют его статьи: 1926 г. — «Куда идём?» («Ăçталла каятпăр?»), 1929 г. — «На пути проверки сил чувашской литературы» («Чăваш литературин пултарăхне тĕрĕслев çулĕ çинче»), 1933 г. — «Насущные вопросы художественной литературы» («Илемлĕ литературăн паянхи ыйтăвĕсем»), 1935 г. — «За остроту и культуру языка» («Чĕлхе çивĕчлĕхĕшĕн, чĕлхе культуришен») и др.
Перевел на чувашский «Мои университеты» М. Горького, «Чапаев» Д. Фурманова.

## Память
- Мемориальная доска на историческом здании школы постройки конца XIX века, с. Аликово, Чувашская Республика[6]